# 詹小楠
詹小楠（1975年2月12日—），中國大陸女演員，青島人，上海戲劇學院表演系畢業後，便定居於上海至今。

## 生平
1994年，詹小楠第一次在電視螢光幕亮相，在《秦淮世家》劇中飾演唐小春，尚未飾演八姨太紫綸之前，詹小楠始終是帶給觀眾清新、清純的印象，因此媒體付予清純女孩形容她。
《一江春水向東流》是詹小楠在演員生涯上轉捩點，八姨太紫綸是呈現悲情戀人的角色，而劇情後段轉變，因演技精湛獲得觀眾好評，詹小楠一度被媒體看好是章子怡接班人，但在演出過程傳出太過入戲，返家途中開車失神，差點鬧出車禍。在之前，2001年，詹小楠受邀演出一部國際電視影集《平地》，1997年與台灣演員合作演出《天庭外傳》。

## 演出作品

### 舞台劇
- 《借我一個男高音》		飾女高音
- 《都市橄欖綠》		飾秋秋
- 《日出》			飾陳白露

### 電視戲劇
- 1994年 《秦淮世家》	飾演唐小春
- 1995年 《金色海灣》	飾演趙莎莎
- 1996年 《百老匯一百號》飾毛萍萍
- 1997年 《吕后傳奇》	飾鲁國公主
- 1997年 《新孟麗君》	飾皇蒲長華
- 1998年 《生死之門》 	飾白燕
- 1998年 《男人離婚》 	飾安妮
- 1999年 《新聞小姐》 	飾喬安娜
- 1999年 《情牽日月星》 飾丁貝貝
- 2000年 《誰都别亂來》 飾雪兒
- 2000年 《永恆戀人》 	 飾雪花
- 2000年 《再見愛人》 	 飾明慧
- 2000年 《我唱我歌》	 飾白雪
- 2000年 《愛情底片》	 飾柳素素
- 2001年 《妒忌》       飾白雲
- 2001年 《失戀的戀情》	飾葉子
- 2001年 《雷霆縱橫》	         飾于芳
- 2002年 《我心依陽》	         飾房冰清
- 2002年 《新護士日記》	飾小彤、露薇 	( 一人分飾兩角)
- 2002年 《蛋白質女孩》	         飾菲菲 		( 片名亦稱：說出你的愛 )
- 2002年 《在一起》		飾丁曉彤		( 片名改名：邊緣 )
- 2002年 《倚天屠龍記》	飾朱九真           （台灣–華視版）
- 2003年 《玉觀音》	飾			( 友情演出 )
- 2004年 《無意背叛》	飾
- 2004年 《雨夜驚情》	飾小彤、露薇	( 片名亦稱：暗流 )
- 2004年 《一江春水向東流》飾紫綸(八姨太)
- 2005年 《藍百合》		飾連菲
- 2005年 《代號021》	 	飾杜八姐
- 2006年 《潛罪》		飾		( 片名亦稱：潛罪無痕 )
- 2006年 《迷離案中案》	飾
- 2006年 《梁山伯與祝英台》飾謝道韞
- 2006年 《情愛保險》	飾娜娜
- 2019年 《只為遇見你》	飾吳曉慈

### 電影
- 1997年 《天庭外傳》 	飾小龍女		（台灣）( 片名台譯：哪吒大戰美猴王 )
- 1998年 《義膽忠魂》 	飾阿葉		（台灣）( 片名台譯：俠盜正傳 )
- 2000年 《決戰紫禁之巔》        飾女兵(客串)    （香港）
- 2001年 《平地》		飾邵敏		（美國）

## 外部連結
- http://www.qingdaonews.com/qxw/content/2005-10/26/content_5540638.htm（页面存档备份，存于）
- https://web.archive.org/web/20070814071933/http://www.jsbc.com/gddt/dt/15057.shtml